# Michel Huisman

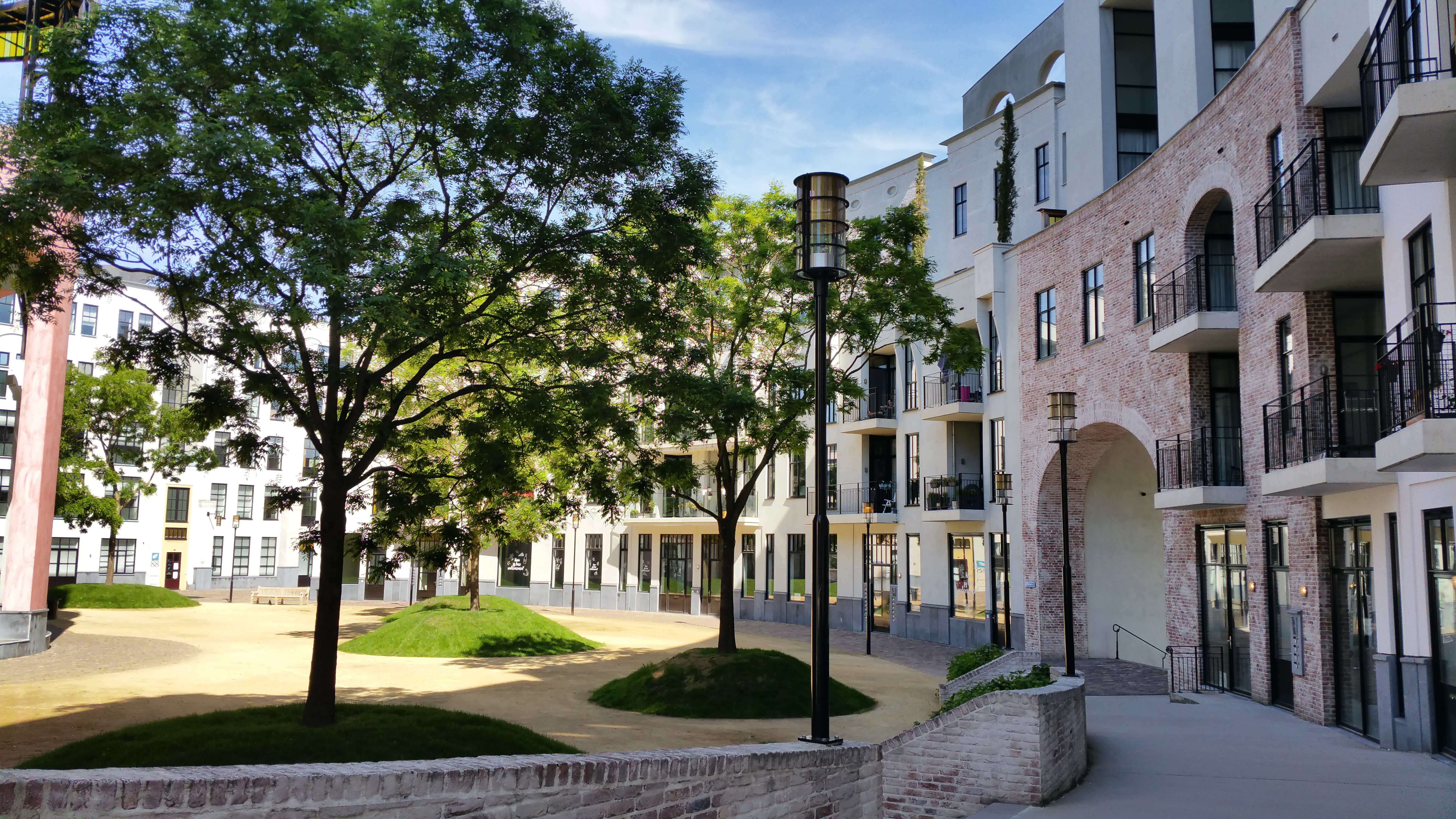
Het Maankwartier in 2019

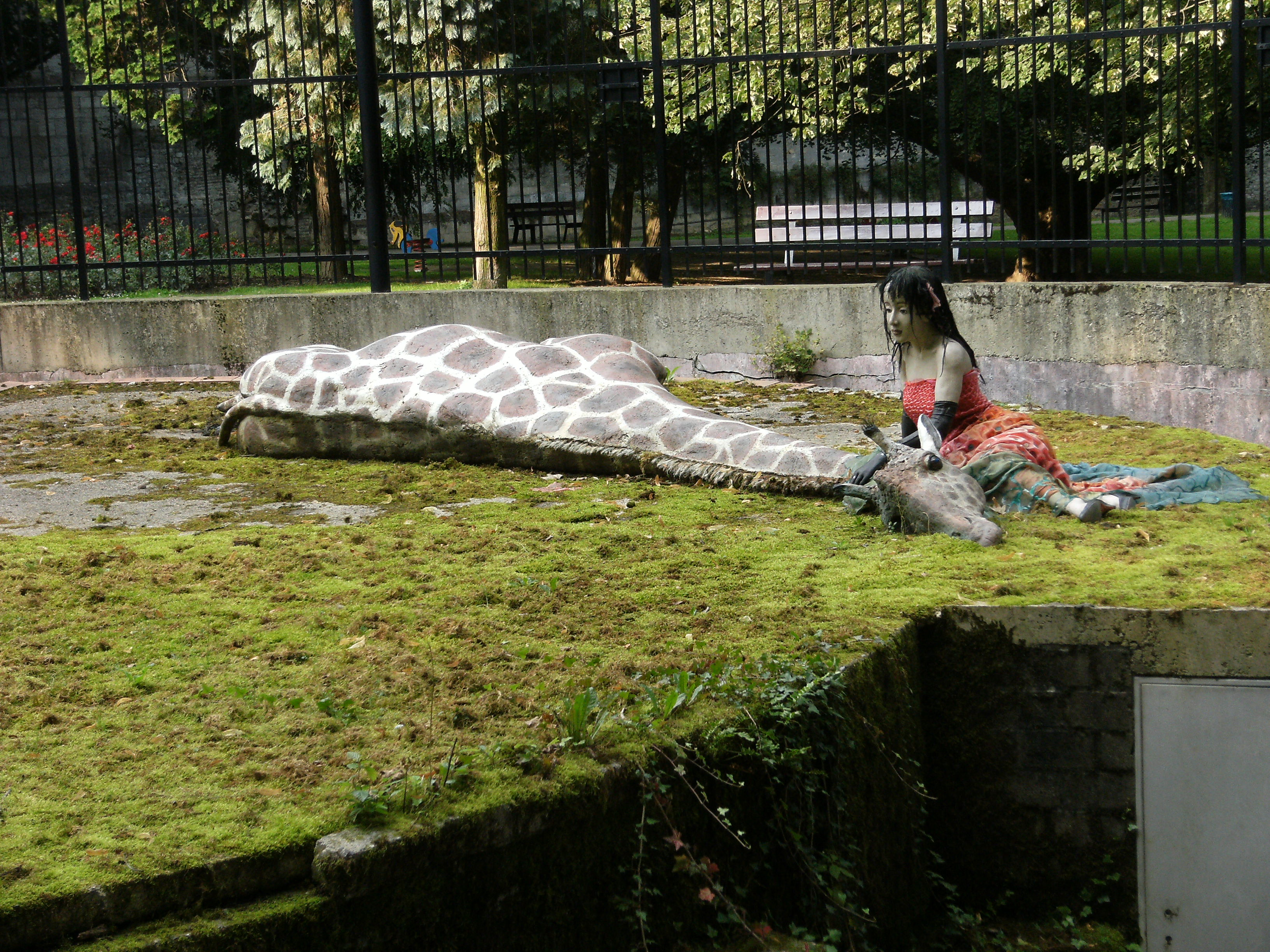
Vrouwfiguur met dode giraffe. Onderdeel van de Halfautomatische Troostmachine in Maastricht

Michel Huisman (Heerlen, 1957) is een Nederlandse kunstenaar en uitvinder van onder andere muziekinstrumenten.
Huisman noemt zichzelf morfoloog. Hij wil met zijn werk doordringen tot de ziel, die volgens hem de meest essentiële waarde in onze beschaving is. 
Zijn beelden zijn apparaten, ze maken geluid en kunnen soms bewegen. Zijn grafisch werk is zwart-wit. 
In 2001 voltooide hij de Halfautomatische Troostmachine in het Stadspark Maastricht. Als hommage aan de beren, die van 1920-1993 in de troosteloze berenkuil woonden, maakte Huisman een kunstwerk met beeldengroepen van twaalf uitgestorven diersoorten: de lachuil (uitgestorven in 1914), de blaauwbok (1799), de rode colobus (1998), de Caribische monniksrob (1996), de reuzenalk (1844), de Palestijnse geverfde kikker (1956), de grote ivoorsnavel (1951), de Tasmaanse buidelwolf (1936), de trekduif (1914), de rozekop eend (1935), de quagga (1883) en de olijfgroene ibis (1950). Tevens vereeuwigde hij de laatstgestorven bewoner van de berenkuil, beer Jo, en voegde hij een stervende giraffe met een troostende dame toe.
In 2002 ontwikkelde Huisman het stedenbouwkundig plan voor het Maankwartier rondom station Heerlen, waarvan de uitvoering in 2012 startte. Anno 2020 is het Maankwartier zo goed als voltooid en heeft de stationsomgeving een transformatie ondergaan.